# Закон (право)
Закон је нормативни акт државе који тачно по одређеном поступку доноси њен законодавни орган. Закон је након устава, највиши најважнији правни акт и сви други правни акти у држави морају бити у складу с њим јер су они акти ниже правне снаге (подзаконски акти). То јест да поштују начело законитости. 
Законима се уређују друштвени односи у свим областима живота. Законом се друштвена правила претварају у норме, које су обавезујуће за све грађане.
Законодавни орган је:
- у Србији – Народна скупштина,
- у Хрватској - Хрватски Сабор,
- у САД – Конгрес,

али у већини земаља једноставно - парламент. 
Важно је разликовати законе и законике. Закон уређује одређену конкретну материју правног система (кривични закон), док законик има општији карактер − уређује ширу област од закона. Пример законика је Наполеонов законик или историјски Хамурабијев законик или Душанов законик. 

## Појам закона
Појам закона се може дефинисати у формалном и материјалном смислу.
„У формалном смислу, закон је писани правни акт с највишом правном снагом, који доносе посебни законодавни органи, по посебном поступку. При таквом одређивању појма закона не улази се и у питање његове садржине. Тако сви акти које донесе одређени орган (законодавни) у форми одређеној за доношење закона јесу закони, без обзира каква им је садржина. Њихова садржина може бити различита, тј. они могу садржати било опште било појединачне норме.“
У модерно доба улогу законодавца кроз примену начела народне суверености преузима парламент као представнички орган.
Елементи законодавне процедуре:
1. израда нацрта закона
2. разматрање у парламентарним одборима
3. расправа на пленуму (у целини или појединостима)
4. гласање
5. проглашење (од стране председника државе - промулгација)
6. објављивање
7. ступање на снагу

„Појам закона у материјалном смислу се одређује по садржини акта, тј. по нормама које акт садржи. Тако се као закон у материјалном смислу сматра само онај правни акт који садржи опште норме – дакле, сваки општи акт, и то без обзира каква му је форма. Може, дакле, неки акт по својој форми и не бити закон, већ нпр. уредба, а да ипак буде закон у материјалном смислу, јер је општи акт.
Као посебна врста извора права, закони су само акти који су истовремено закони и у формалном и у материјалном смислу, тј. само они које доноси законодавни орган у законодавној форми и који садрже опште норме.

## Доношење закона у Републици Србији

### Предлог закона
Текстове предлога закона најчешће пишу правници и други стручњаци за посебне области запослени у министарствима. Њима у раду помажу и други стручњаци и научни радници који могу допринети да предлог закона буде што бољи. Понекад се организује и јавно слушање о нацрту закона (учесници јавног слушања су чланови одбора, народни посланици и друга лица чије је присуство од значаја за тему јавног слушања).
Право предлагања закона имају: 
- сваки народни посланик
- Влада
- скупштина аутономне покрајине
- најмање 30 000 бирача
- Заштитник грађана
- Народна банка Србије у областима из своје надлежности

Предлог закона се састоји из два дела – текста предлога и образложења. Овлашћени предлагач текст предлога закона упућује Народној скупштини. Предлог закона који је упућен Народној скупштини председник Народне скупштине, одмах по пријему, доставља народним посланицима, надлежним скупштинским одборима и Влади, ако она није предлагач (ако закон предложи 30 000 бирача, скупштина аутономне покрајине или народни посланик).
Предлоге закона који су поднети Народној скупштини увек разматра Законодавни одбор. Овај одбор разматра предлоге закона са становишта њихове усклађености са Уставом и правним системом. Предлоге закона могу разматрати још неки одбори, у складу са својим делокругом који је утврђен Пословником Народне скупштине.
Предлог закона, припремљен у складу са одредбама Пословника Народне скупштине, може да се уврсти у дневни ред седнице Народне скупштине у року не краћем од 15 дана од дана његовог подношења.

### Амандмани на предлог закона
Амандмани су предлози за измену и допуну предлога закона. Амандмани се подносе када се предлаже измена или допуна предложених решења, било да се ради о материјалној измени или допуни, о потреби да се изврши правно-техничка редакција предложених одредаба или њихово међусобно усклађивање.
Амандмане могу поднети народни посланици, Влада, скупштина аутономне покрајине, најмање 30 000 бирача, надлежни скупштински одбор, Заштитник грађана или Народна банка Србије. Амандмани морају бити образложени.
Амандмани се подносе председнику Народне скупштине почев од дана пријема предлога закона у Народној скупштини, а најкасније три дана пре дана одређеног за одржавање седнице за коју је предложено разматрање тог предлога закона, осим ако се седница Народне скупштине сазове у року краћем од седам дана. Ако се седница сазове у краћем року, амандмани се подносе до почетка прве начелне расправе на седници Народне скупштине.

### Повлачење предлога закона из процедуре
Предлагач закона има право да повуче предлог закона из процедуре све до завршетка претреса предлога закона на седници Народне скупштине.

### Гласање о закону
Народна скупштина у Дану за гласање одлучује о предлозима закона у начелу, појединостима и у целини. Ако предлог закона буде прихваћен у начелу, Народна скупштина прелази на одлучивање о амандманима појединачно. На крају народни посланици гласају о предлогу закона у целини.
Већином гласова свих народних посланика (дакле 126 – јер Народна скупштина има 250 народних посланика) закон ће бити изгласан. Народна скупштина одлучује о законима којима се уређују Уставом утврђене области државног и друштвеног живота. У свим другим случајевима довољно је да „за“ гласа већина присутних народних посланика, под условом да седници присуствује најмање 126 посланика.

### Доношење закона по хитном поступку
Закон се може донети по хитном поступку, ако се њиме уређују питања и односи настали услед околности које нису могле да се предвиде, а недоношење закона по хитном поступку могло би да проузрокује штетне последице по живот и здравље људи, безбедност земље и рад органа и организација, као и ради испуњења међународних обавеза и усклађивања прописа са прописима ЕУ. Предлагач закона је дужан да наведе разлоге за доношење закона по хитном поступку.
Предлог за доношење закона по хитном поступку може се ставити на дневни ред седнице Народне скупштине ако је поднет најкасније 24 часа пре почетка те седнице. Ако закон уређује питања из области одбране и безбедности, могуће га је поднети и свега два сата пре почетка седнице, а ако је предлагач Влада, предлог закона се може ставити на дневни ред и ако је поднет у току седнице Народне скупштине, под условом да седници присуствује већина од укупног броја народних посланика.
Амандмани на предлог закона који се разматра по хитном поступку могу се подносити најкасније до почетка претреса предлога закона.

### Проглашење закона
Закон који усвоји Народна скупштина шаље се председнику Републике, који га проглашава у року од 15 дана од дана изгласавања закона. Ако је закон донет по хитном поступку, овај рок износи само седам дана. Председник Републике може закон да врати Народној скупштини на поновно одлучивање, уз писмено образложење. Ако председник Републике не донесе указ о проглашењу закона у Уставом предвиђеном року, указ доноси председник Народне скупштине.
Председник Републике може да одбије да прогласи закон који је изгласала Народна скупштина. Такав закон, заједно са писменим образложењем, председник Републике враћа Народној скупштини на поновно одлучивање. 
Ако председник Републике не донесе указ о проглашењу закона у Уставом предвиђеном року, указ доноси председник Народне скупштине.

### Објављивање закона
Изгласани закон мора бити објављен пре него што ступи на снагу. На тај начин сва заинтересована лица имају прилику да се упознају са текстом закона. Закони се објављују у „Службеном гласнику Републике Србије". Објављени закони се налазе и на веб страници Народне скупштине.

### Ступање закона на снагу
Закон ступа на снагу најраније осмог дана од дана објављивања. Често је у самом закону одређено да поједини чланови, или цео закон ступа на снагу протеком одређеног времена или од тачно одређеног датума.
Закон може ступити на снагу раније само ако за то постоје нарочито оправдани разлози који морају бити утврђени приликом његовог доношења (нпр. „виша сила”, интереси одбране и безбедности итд.).
Законе извршава Влада тако што доноси уредбе и друге подзаконске прописе.
Када закон ступи на снагу, обавезује све субјекте на које се односи. То значи и да можемо бити кажњени за његово непоштовање, ако је законом тако предвиђено. Када се закон објави, претпоставка је да је свако упознат са текстом закона.

### Престанак важности закона
1. Доношењем новог закона који уређује ту област (најчешћи разлог)
2. На основу одлуке Уставног суда (у том случају, могуће је да престану да важе само поједине одредбе закона)
3. Истеком времена на које је донет

## Галерија
- Зграда Владе Републике Србије
- Зграда Народне скупштине Републике Србије у Улици краља Милана 14
- Дом Народне скупштине
- Душанов Законик